# Беннетт, Энтони
Энтони Беннетт (англ. Anthony Bennett; род. 14 марта 1993 года в Торонто, провинция Онтарио, Канада) — канадский профессиональный баскетболист. Играет на позиции тяжёлого форварда. Был выбран под первым номером на драфте НБА 2013 года командой «Кливленд Кавальерс», став первым канадским игроком выбранным под первым номером на драфте НБА.

## Колледж
Беннетт играл за команду Невадского университета в Лас-Вегасе. В сезоне 2012/13 в студенческой лиге Беннетт набирал 15,2 очка и 8,2 подбора в среднем за игру. Вместе с командой Беннетт участвовал в финальном турнире чемпионата NCAA (получив уайлд-кард), где они проиграли во втором туре команде Калифорнийского университета. 15 апреля 2013 года Беннетт объявил о том, что выставляет свою кандидатуру на предстоящий драфт. По итогам сезона Беннетт был выбран в сборную новичков, куда также вошли Нерленс Ноэль из университета Кентукки, Шабазз Мухаммад из УКЛА, Маркус Смарт из университета Оклахомы и игрок Канзаса Бен Маклемор.

## Драфт НБА 2013
Беннетт был приглашен в «зеленую комнату» на драфте 2013. Прогнозировалось, что его выберут 8-м «Детройт Пистонс» или под 10-м номером «Портленд Трэйл Блэйзерс» на NBADraft.net. Он был выбран первым «Кливленд Кавальерс». Беннетт стал первым канадцем, выбранным под 1 номером на Драфте НБА. Его манера игры сравнивалась с бывшим игроком УНЛВ Ларри Джонсоном и даже с игроком Cavs Леброном Джеймсом.

## Карьера
Дебютный сезон игрок начал в очень плохой форме, его называли одним их худших из всех первых номеров драфта за последнее время. В 45 матчах в среднем он набирал 4,1 очко, совершал 3,2 подбора за 13 минут на площадке.
28 января 2014 года Беннетт набрал лучшие в карьере 15 очков, 8 подборов, отдал одну результативную передачу и совершил один блок-шот, однако команда проиграла «Нью-Орлеан Пеликанс» со счётом 89-100. Это было его первое двузначное количество набранных очков после 33 сыгранных матчей — он установил «антирекорд» для первых номеров драфта. Более того, 2/3 всех первых номеров добивались этого уже в первой игре. 11 февраля 2014 года Беннетт первый раз в карьере совершил дабл-дабл, набрав 19 очков и 10 подборов, а также улучшил личный рекорд по набранным очками. Это случилось в матче против «Сакраменто Кингз», в котором его команда победила со счётом 109—100.
14 июля 2016 года подписал контракт с «Бруклин Нетс». 9 января 2017 года был отчислен из состава «Нетс».

## Награды

### Средняя школа
- Сборная All-American Макдональдс
- Nike Hoop саммит
- Jordan Brand классик

### Колледж
- Игрок года им. Нейсмита (финалист)
- Первокурсник года Финала NCAA (финалист)
- Новичок года конференция Вест Маунтин по версии AP
- Первая команда конференции Вест Маунтин
- Первая команда All-NCAA
- Игрок года конференции Вест Маунтин (финалист)

## Статистика

### Статистика в НБА
| Сезон                                                                                    | Команда   | Регулярный сезон | Регулярный сезон | Регулярный сезон | Регулярный сезон | Регулярный сезон | Регулярный сезон | Регулярный сезон | Регулярный сезон | Регулярный сезон | Регулярный сезон | Регулярный сезон | Серия плей-офф | Серия плей-офф | Серия плей-офф | Серия плей-офф | Серия плей-офф | Серия плей-офф | Серия плей-офф | Серия плей-офф | Серия плей-офф | Серия плей-офф | Серия плей-офф |
| Сезон                                                                                    | Команда   | GP               | GS               | MPG              | FG%              | 3P%              | FT%              | RPG              | APG              | SPG              | BPG              | PPG              | GP             | GS             | MPG            | FG%            | 3P%            | FT%            | RPG            | APG            | SPG            | BPG            | PPG            |
| ---------------------------------------------------------------------------------------- | --------- | ---------------- | ---------------- | ---------------- | ---------------- | ---------------- | ---------------- | ---------------- | ---------------- | ---------------- | ---------------- | ---------------- | -------------- | -------------- | -------------- | -------------- | -------------- | -------------- | -------------- | -------------- | -------------- | -------------- | -------------- |
| 2013/14                                                                                  | Кливленд  | 52               | 0                | 12,7             | 35,6             | 24,5             | 63,8             | 3,0              | 0,3              | 0,4              | 0,2              | 4,2              | Не участвовал  | Не участвовал  | Не участвовал  | Не участвовал  | Не участвовал  | Не участвовал  | Не участвовал  | Не участвовал  | Не участвовал  | Не участвовал  | Не участвовал  |
| 2014/15                                                                                  | Миннесота | 57               | 3                | 15,7             | 42,1             | 30,4             | 64,1             | 3,8              | 0,8              | 0,5              | 0,3              | 5,2              | Не участвовал  | Не участвовал  | Не участвовал  | Не участвовал  | Не участвовал  | Не участвовал  | Не участвовал  | Не участвовал  | Не участвовал  | Не участвовал  | Не участвовал  |
| 2015/16                                                                                  | Торонто   | 19               | 0                | 4,4              | 29,6             | 21,4             | 90,0             | 1,2              | 0,0              | 0,3              | 0,0              | 1,5              | Не участвовал  | Не участвовал  | Не участвовал  | Не участвовал  | Не участвовал  | Не участвовал  | Не участвовал  | Не участвовал  | Не участвовал  | Не участвовал  | Не участвовал  |
| 2016/17                                                                                  | Бруклин   | 23               | 1                | 11,5             | 41,3             | 27,1             | 72,2             | 3,4              | 0,5              | 0,2              | 0,1              | 5,0              | Не участвовал  | Не участвовал  | Не участвовал  | Не участвовал  | Не участвовал  | Не участвовал  | Не участвовал  | Не участвовал  | Не участвовал  | Не участвовал  | Не участвовал  |
|                                                                                          | Всего     | 151              | 4                | 12,6             | 39,2             | 26,1             | 67,0             | 3,1              | 0,5              | 0,4              | 0,2              | 4,4              | Не участвовал  | Не участвовал  | Не участвовал  | Не участвовал  | Не участвовал  | Не участвовал  | Не участвовал  | Не участвовал  | Не участвовал  | Не участвовал  | Не участвовал  |
| Наведите курсор мыши на аббревиатуры в заголовке таблицы, чтобы прочесть их расшифровку. |           |                  |                  |                  |                  |                  |                  |                  |                  |                  |                  |                  |                |                |                |                |                |                |                |                |                |                |                |

### Статистика в Джи-Лиге
| Сезон                                                                                    | Команда                | Регулярный сезон | Регулярный сезон | Регулярный сезон | Регулярный сезон | Регулярный сезон | Регулярный сезон | Регулярный сезон | Регулярный сезон | Регулярный сезон | Регулярный сезон | Регулярный сезон | Серия плей-офф | Серия плей-офф | Серия плей-офф | Серия плей-офф | Серия плей-офф | Серия плей-офф | Серия плей-офф | Серия плей-офф | Серия плей-офф | Серия плей-офф | Серия плей-офф |
| Сезон                                                                                    | Команда                | GP               | GS               | MPG              | FG%              | 3P%              | FT%              | RPG              | APG              | SPG              | BPG              | PPG              | GP             | GS             | MPG            | FG%            | 3P%            | FT%            | RPG            | APG            | SPG            | BPG            | PPG            |
| ---------------------------------------------------------------------------------------- | ---------------------- | ---------------- | ---------------- | ---------------- | ---------------- | ---------------- | ---------------- | ---------------- | ---------------- | ---------------- | ---------------- | ---------------- | -------------- | -------------- | -------------- | -------------- | -------------- | -------------- | -------------- | -------------- | -------------- | -------------- | -------------- |
| 2015/16                                                                                  | Рэпторс 905            | 6                | 4                | 17,9             | 33,9             | 25,0             | 78,6             | 3,2              | 0,7              | 1,0              | 0,7              | 9,2              | Не участвовал  | Не участвовал  | Не участвовал  | Не участвовал  | Не участвовал  | Не участвовал  | Не участвовал  | Не участвовал  | Не участвовал  | Не участвовал  | Не участвовал  |
| 2016/17                                                                                  | Лонг-Айленд Нетс       | 2                | 2                | 35,3             | 50,0             | 46,2             | 50,0             | 8,0              | 3,5              | 2,0              | 1,0              | 18,0             | Не участвовал  | Не участвовал  | Не участвовал  | Не участвовал  | Не участвовал  | Не участвовал  | Не участвовал  | Не участвовал  | Не участвовал  | Не участвовал  | Не участвовал  |
| 2017/18                                                                                  | Нортерн Аризона Санз   | 14               | 13               | 20,7             | 54,8             | 44,2             | 75,6             | 5,5              | 1,8              | 0,6              | 0,6              | 11,7             | Не участвовал  | Не участвовал  | Не участвовал  | Не участвовал  | Не участвовал  | Не участвовал  | Не участвовал  | Не участвовал  | Не участвовал  | Не участвовал  | Не участвовал  |
| 2017/18                                                                                  | Мэн Ред Клоз           | 21               | 19               | 30,8             | 44,0             | 41,8             | 79,5             | 7,6              | 1,8              | 1,3              | 0,6              | 16,0             | Не участвовал  | Не участвовал  | Не участвовал  | Не участвовал  | Не участвовал  | Не участвовал  | Не участвовал  | Не участвовал  | Не участвовал  | Не участвовал  | Не участвовал  |
| 2018/19                                                                                  | Агуа-Кальенте Клипперс | 25               | 7                | 20,9             | 53,7             | 44,9             | 83,1             | 4,6              | 1,3              | 0,9              | 0,4              | 12,2             | Не участвовал  | Не участвовал  | Не участвовал  | Не участвовал  | Не участвовал  | Не участвовал  | Не участвовал  | Не участвовал  | Не участвовал  | Не участвовал  | Не участвовал  |
|                                                                                          | Всего                  | 68               | 45               | 24,1             | 48,0             | 42,1             | 79,0             | 5,7              | 1,6              | 1,0              | 0,5              | 13,2             | Не участвовал  | Не участвовал  | Не участвовал  | Не участвовал  | Не участвовал  | Не участвовал  | Не участвовал  | Не участвовал  | Не участвовал  | Не участвовал  | Не участвовал  |
| Наведите курсор мыши на аббревиатуры в заголовке таблицы, чтобы прочесть их расшифровку. |                        |                  |                  |                  |                  |                  |                  |                  |                  |                  |                  |                  |                |                |                |                |                |                |                |                |                |                |                |

### Статистика в колледже
| Сезон                                                                                   | Команда | GP | GS | MPG  | FG%  | 3P%  | FT%  | RPG | APG | SPG | BPG | PPG  |  |
| --------------------------------------------------------------------------------------- | ------- | -- | -- | ---- | ---- | ---- | ---- | --- | --- | --- | --- | ---- |  |
| 2012/13                                                                                 | УНЛВ    | 35 | 32 | 27,1 | 53,3 | 37,5 | 70,1 | 8,1 | 1,0 | 0,7 | 1,2 | 16,1 |  |
|                                                                                         | Всего   | 35 | 32 | 27,1 | 53,3 | 37,5 | 70,1 | 8,1 | 1,0 | 0,7 | 1,2 | 16,1 |  |
| Наведите курсор мыши на аббревиатуры в заголовке таблицы, чтобы прочесть их расшифровку |         |    |    |      |      |      |      |     |     |     |     |      |  |

### Статистика в других лигах
| Сезон | Команда             | Лига                | GP | GS | MPG  | FG%  | 3P%  | FT%   | RPG | APG | SPG | BPG | PFL | TOV | PPG |
| --- | ------------------- | ------------------- | -- | -- | ---- | ---- | ---- | ----- | --- | --- | --- | --- | --- | --- | --- |
| 2016/17 | Все клубы           | Все лиги            | 17 | 8  | 13,3 | 39,4 | 28,1 | 100,0 | 3,2 | 0,7 | 0,5 | 0,2 | 1,1 | 0,9 | 4,4 |
| 2016/17 | Фенербахче          | Евролига            | 10 | 4  | 6,4  | 26,3 | 18,2 | -     | 0,9 | 0,2 | 0,3 | 0,1 | 0,3 | 0,3 | 1,2 |
| 2016/17 | Фенербахче          | Чемпионат Турции    | 7  | 4  | 23,1 | 44,2 | 33,3 | 100,0 | 6,4 | 1,4 | 0,9 | 0,4 | 2,3 | 1,9 | 9,0 |
| 2021/22 | Все клубы           | Все лиги            | 13 | 4  | 13,5 | 45,1 | 36,7 | 42,9  | 3,6 | 0,6 | 0,3 | 0,2 | 1,4 | 0,5 | 6,5 |
| 2021/22 | Хапоэль (Иерусалим) | Чемпионат Израиля   | 8  | 1  | 13,0 | 51,4 | 44,0 | 33,3  | 3,3 | 0,9 | 0,5 | 0,0 | 1,3 | 0,3 | 6,3 |
| 2021/22 | Хапоэль (Иерусалим) | Лига чемпионов ФИБА | 5  | 3  | 14,2 | 38,2 | 29,2 | 50,0  | 4,2 | 0,2 | 0,0 | 0,6 | 1,6 | 1,0 | 7,0 |
| Всего | Всего               | Всего               | 30 | 12 | 13,3 | 42,3 | 33,3 | 76,5  | 3,4 | 0,7 | 0,4 | 0,2 | 1,2 | 0,8 | 5,3 |
| Наведите курсор мыши на аббревиатуры в заголовке таблицы, чтобы прочесть их расшифровку Статистика приведена с сайта basketball.realgm.com |                     |                     |    |    |      |      |      |       |     |     |     |     |     |     |     |